# Dneprtiefland
Das Dneprtiefland (ukrainisch Придніпровська низовина/Prydniprowska nysotschyna; russisch Приднепровская низменность/Pridneprowskaja nysmennost) ist eine zwischen 50 und 160 Meter (Maximalhöhe 236 m) hohe und bis zu 120 Kilometer breite Tiefebene im Süden der Osteuropäischen Ebene im Zentrum der Ukraine auf der linken Dneprseite und dem südlichen Belarus.
Das Dneprtiefland erstreckt sich entlang des linksseitigen Ufers des Dnepr in der mittleren und östlichen Ukraine zwischen dem Polesientiefland im Nordwesten, dem Mittelrussischen Rücken im Nordosten, dem Donezhochland und dem Asowschen Hochland im Südosten, dem Schwarzmeertiefland im Süden sowie dem Dneprhochland im Westen.
Dabei wird es noch in die größere Dneprebene (Придніпровська рівнина) und die kleinere Poltawaebene (Полтавська рівнина) unterteilt.
Das Gebiet liegt in den folgenden Oblasten:
- Oblast Tschernihiw
- Oblast Sumy
- Oblast Poltawa
- Oblast Dnipropetrowsk
- Oblast Kiew
- Oblast Charkiw
- Oblast Tscherkassy

dabei wird sie von den größeren Flüssen Dnepr, Desna, Sula, Psel und Worskla durchflossen.
Geologisch gesehen ist die Landschaft Teil der Dnepr-Donez-Senke.